# Campionato mondiale costruttori 1926

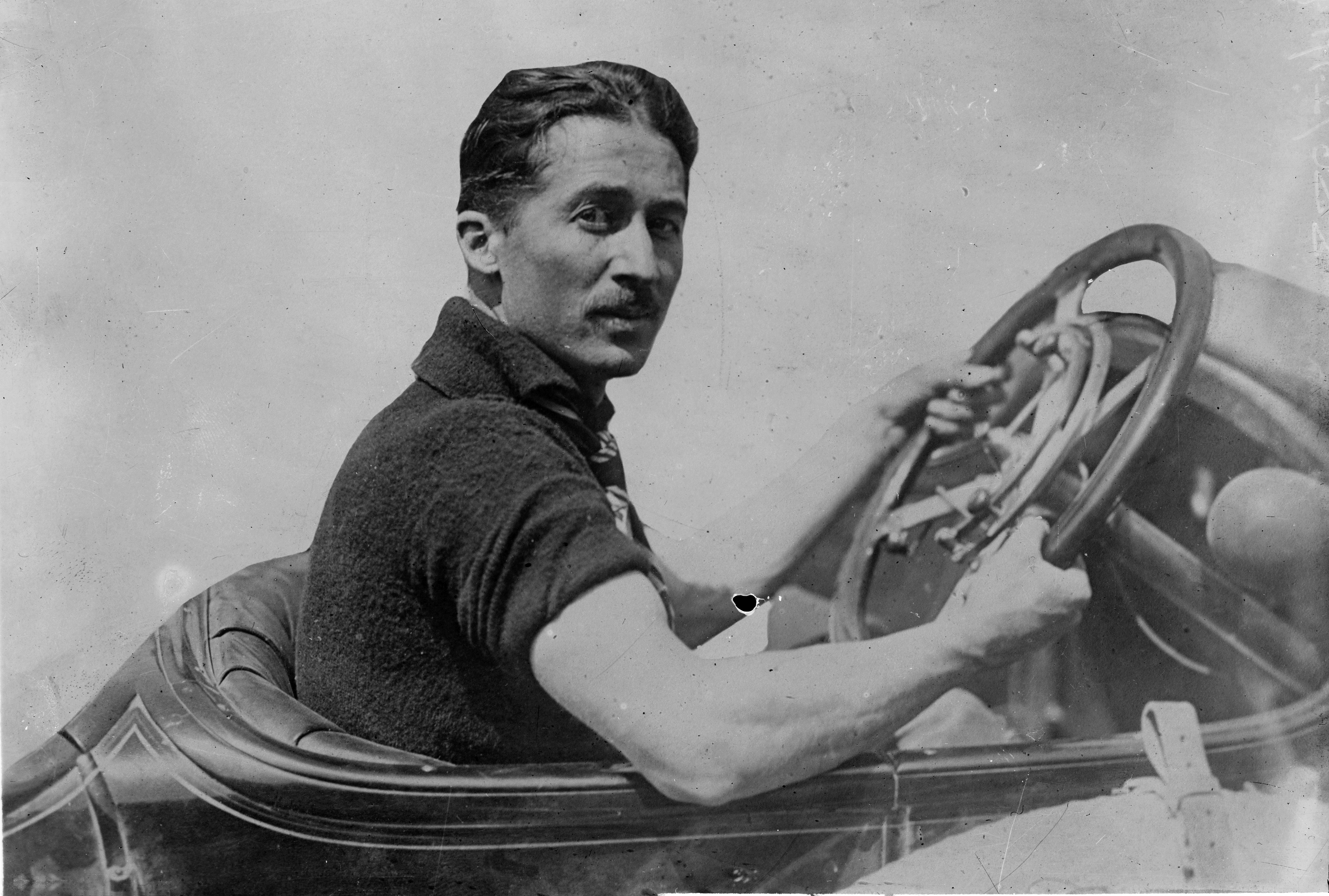
Jules Goux, vincitore dei Gran Premi di Francia e San Sebastián.

La stagione 1926 del Campionato mondiale costruttori è stata la seconda stagione del campionato ideato dall'AIACR. Il campionato è stato vinto dalla Bugatti con la Bugatti 39A.

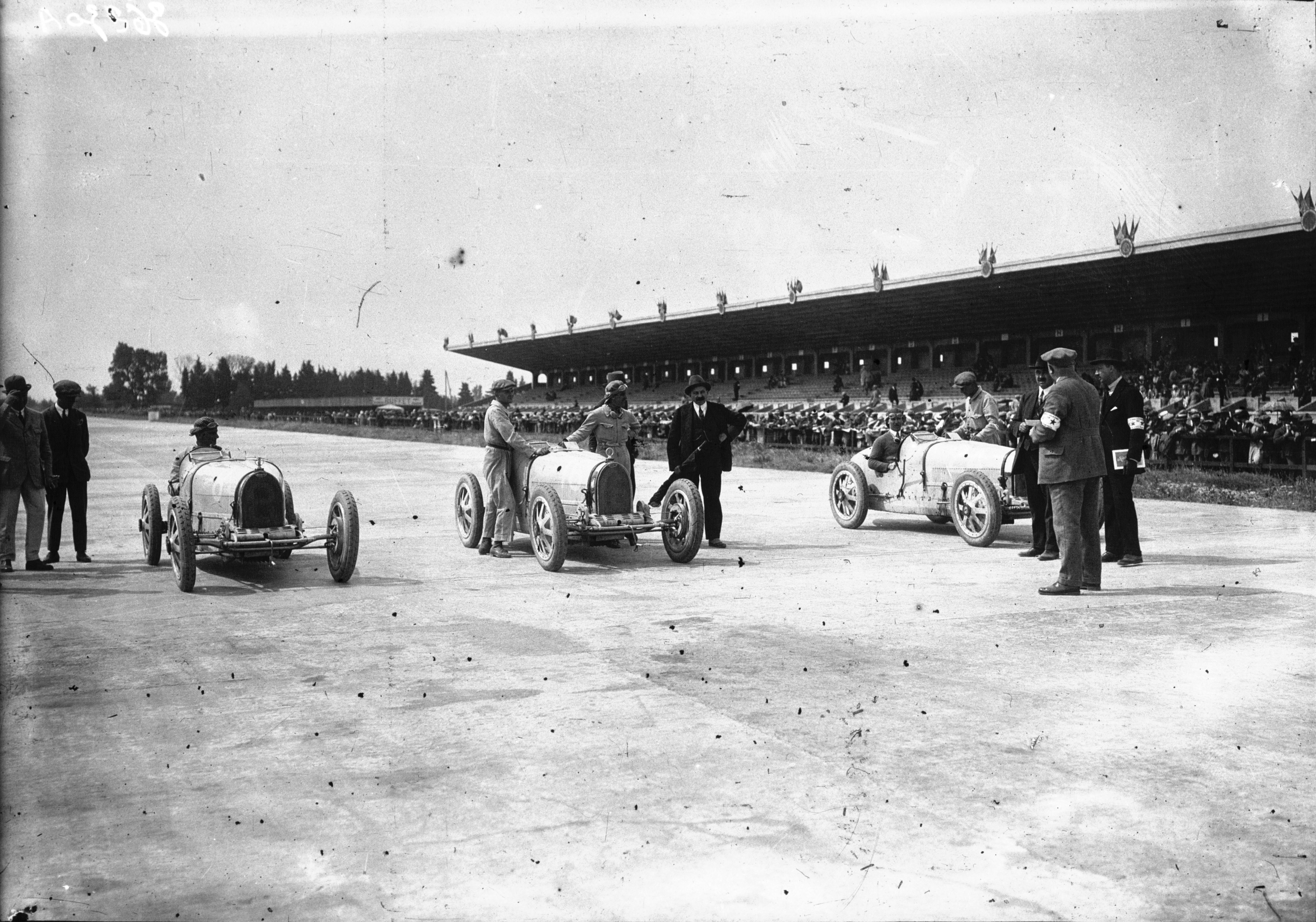
Linea di partenza al Gran Premio di Francia 1926.

## Risultati
| Data        | Gran Premio                                       | Circuito     | Pilota vincitore             | Costruttore vincitore | Resoconto |
| ----------- | ------------------------------------------------- | ------------ | ---------------------------- | --------------------- | --------- |
| 31 maggio   | 500 Miglia di Indianapolis                        | Indianapolis | Frank Lockhart               | Miller                | Resoconto |
| 27 giugno   | Gran Premio di Francia                            | Miramas      | Jules Goux                   | Bugatti               | Resoconto |
| 18 luglio   | Gran Premio di San Sebastián Gran Premio d'Europa | Lasarte      | Jules Goux                   | Bugatti               | Resoconto |
| 7 agosto    | Gran Premio di Gran Bretagna                      | Brooklands   | Robert Sénéchal Louis Wagner | Delage                | Resoconto |
| 5 settembre | Gran Premio d'Italia                              | Monza        | Louis Charavel               | Bugatti               | Resoconto |

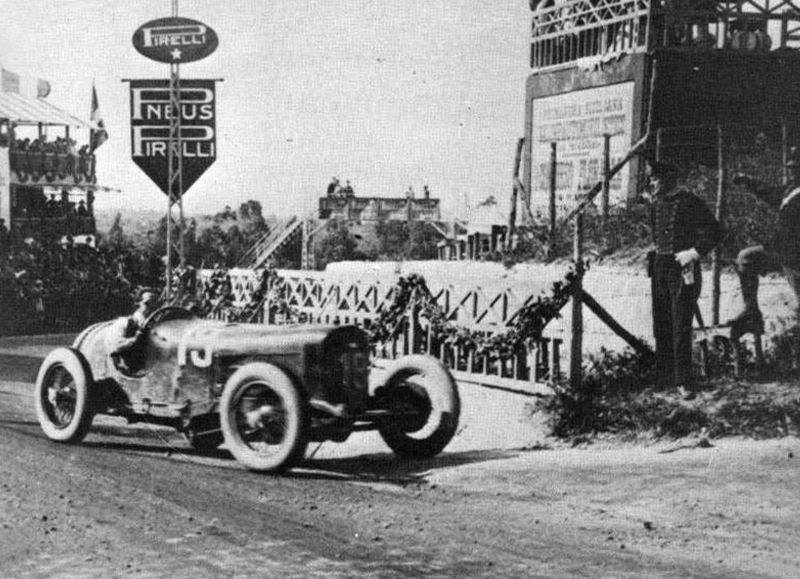
Emilio Materassi alla Targa Florio, gara non valida per il campionato 1926.

La 500 Miglia di Indianapolis era valida anche per il campionato americano AAA.

La stagione comprendeva anche altri Gran Premi, non valevoli per il campionato costruttori.

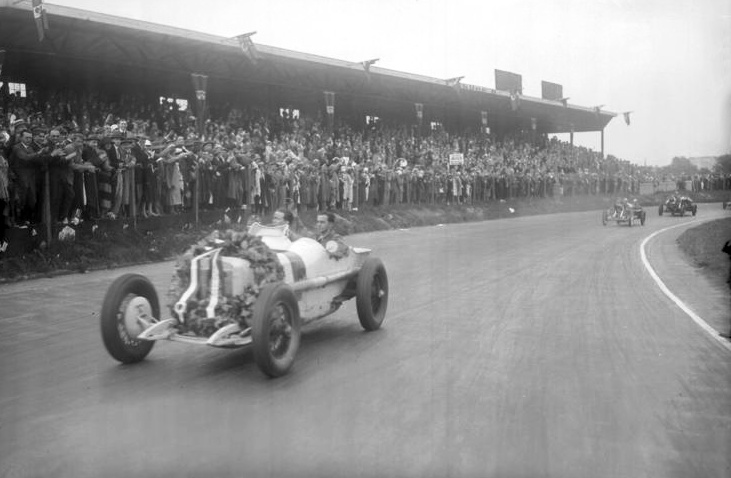
Rudolf Caracciola al Gran Premio di Germania, gara non valida per il campionato 1926.

## Classifica campionato

### Sistema di punteggio
| Posizione | 1ª | 2ª | 3ª | dalla 4ª | Rit | NP |
| Punti     | 1  | 2  | 3  | 4        | 5   | 6  |

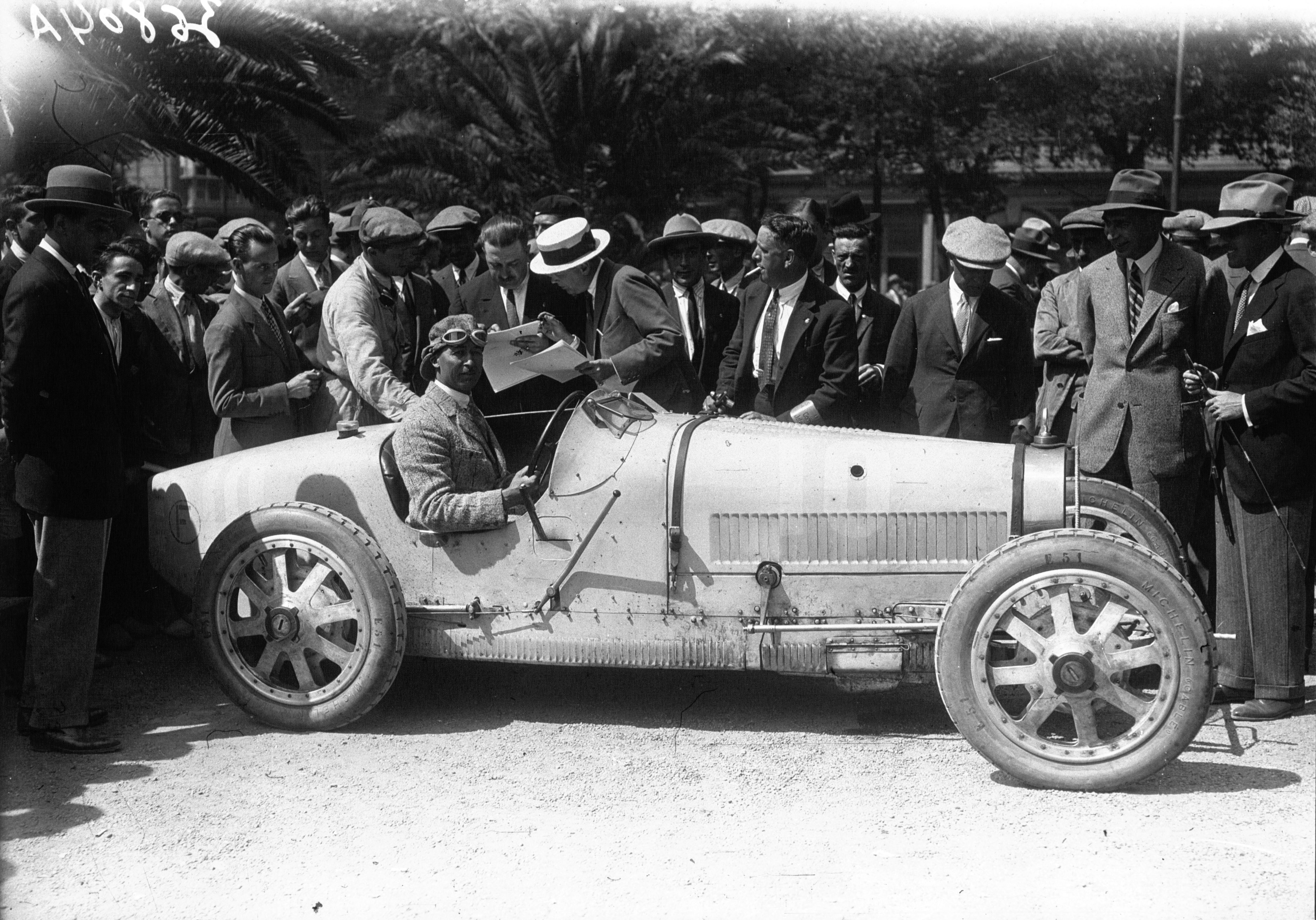
Jules Goux al Gran Premio di San Sebastián 1926.

Per guadagnare punti validi per il campionato, i costruttori dovevano prendere parte al Gran Premio d'Italia e al Gran Premio del loro Paese. 

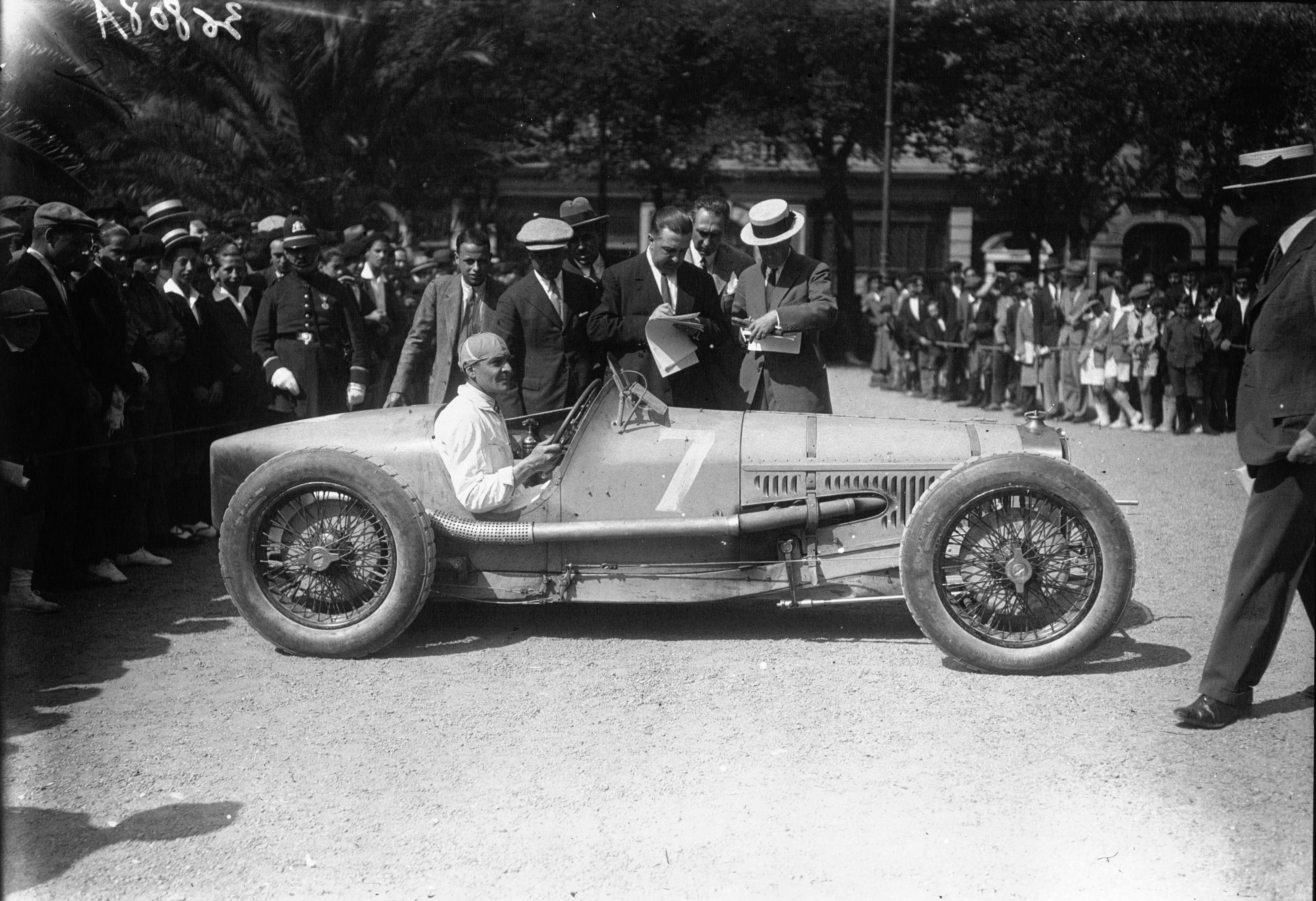
Robert Beno al volante di una Delage 15-S-8 al Gran Premio di San Sebastián 1926.

 Il titolo era assegnato al costruttore con meno punti

### Classifica finale

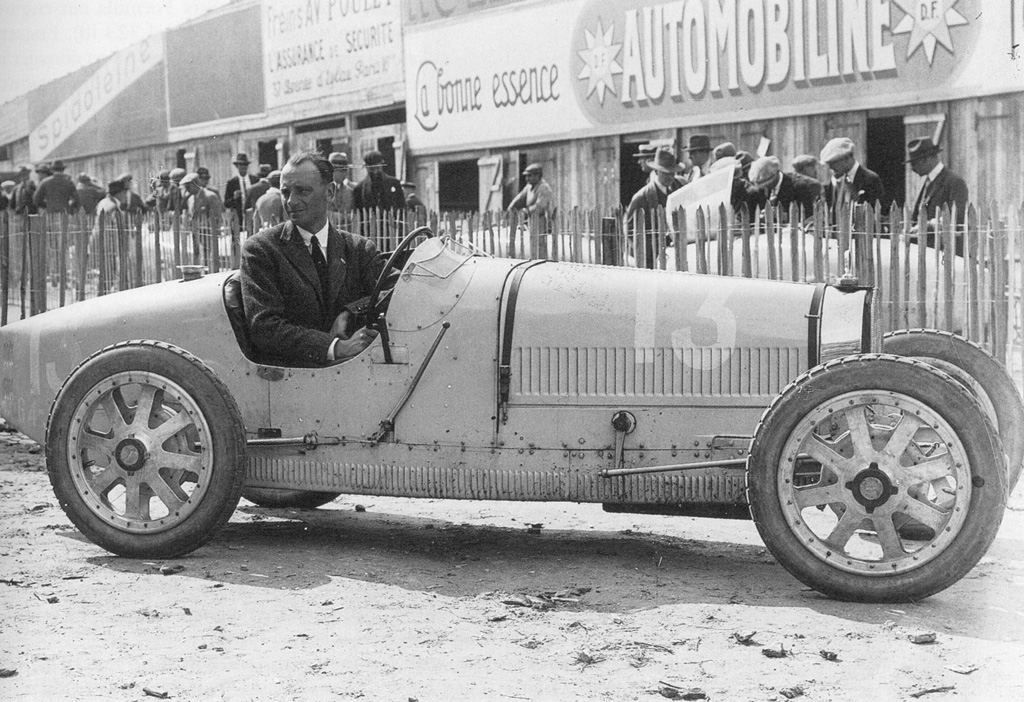
Bartolomeo Costantini, al volante di una Bugatti Tipo 35 al Gran Premio di Francia 1924 e vincitore di tre gare non valide per il campionato 1926.

| Pos | Costruttore      | 500 | FRA | ESP | FRA | ITA | Punti |
| --- | ---------------- | --- | --- | --- | --- | --- | ----- |
| 1   | Bugatti          |     | 1   | 1   | 2   | 1   | 11    |
| 2   | Delage           |     |     | 2   | 1   |     | 21    |
| —   | Miller           | 1   |     |     |     |     | 25    |
| —   | Duesenberg       | 5   |     |     |     |     | 28    |
| —   | Eldridge Special | Ret |     |     |     |     | 29    |
| —   | Fengler          | Ret |     |     |     |     | 29    |
| —   | Schmidt          | Ret |     |     |     |     | 29    |
| —   | Ford             | Ret |     |     |     |     | 29    |
| —   | Talbot           |     |     |     | Ret |     | 29    |
| —   | Halford Special  |     |     |     | Ret |     | 29    |
| —   | Aston Martin     |     |     |     | Ret |     | 29    |
| —   | Chiribiri        |     |     |     |     | Ret | 29    |
| —   | Maserati         |     |     |     |     | Ret | 29    |
| Pos | Costruttore      | 500 | FRA | ESP | FRA | ITA | Punti |